# NGC 6024
NGC 6024 је спирална галаксија у сазвежђу Змај која се налази на NGC листи објеката дубоког неба.
Деклинација објекта је + 64° 55' 6" а ректасцензија 15h 53m 7,8s. Привидна величина (магнитуда) објекта NGC 6024 износи 14,5 а фотографска магнитуда 15,3. NGC 6024 је још познат и под ознакама MCG 11-19-26, CGCG 319-32, PGC 56294.